# Gladiolus calcaratus
Gladiolus calcaratus är en irisväxtart som beskrevs av Gwendoline Joyce Lewis. Gladiolus calcaratus ingår i släktet sabelliljor, och familjen irisväxter. Inga underarter finns listade i Catalogue of Life.